# Synagoge (Kolno)
Koordinaten: 53° 24′ 29,2″ N, 21° 56′ 1″ O

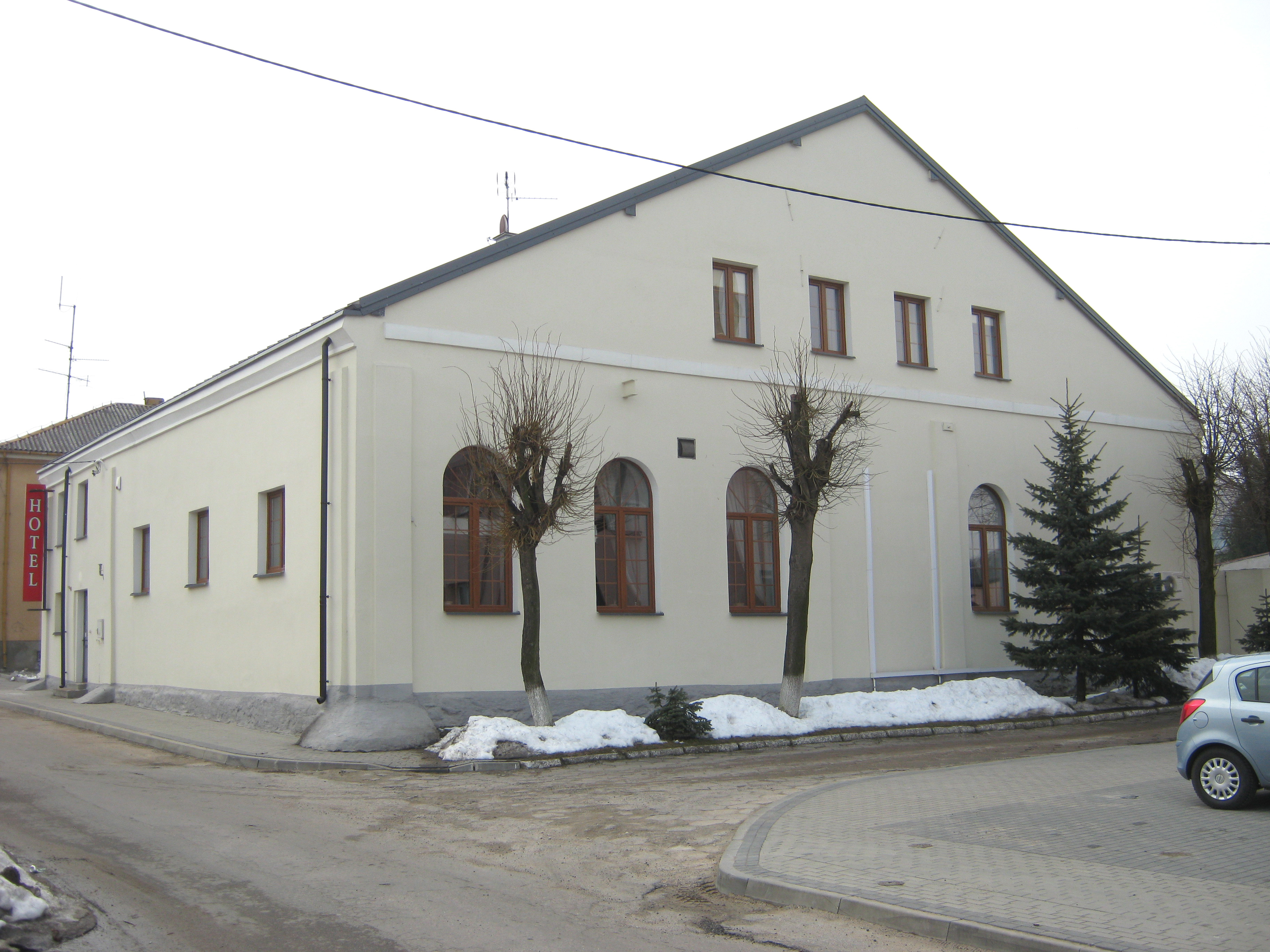
Synagoge in Kolno

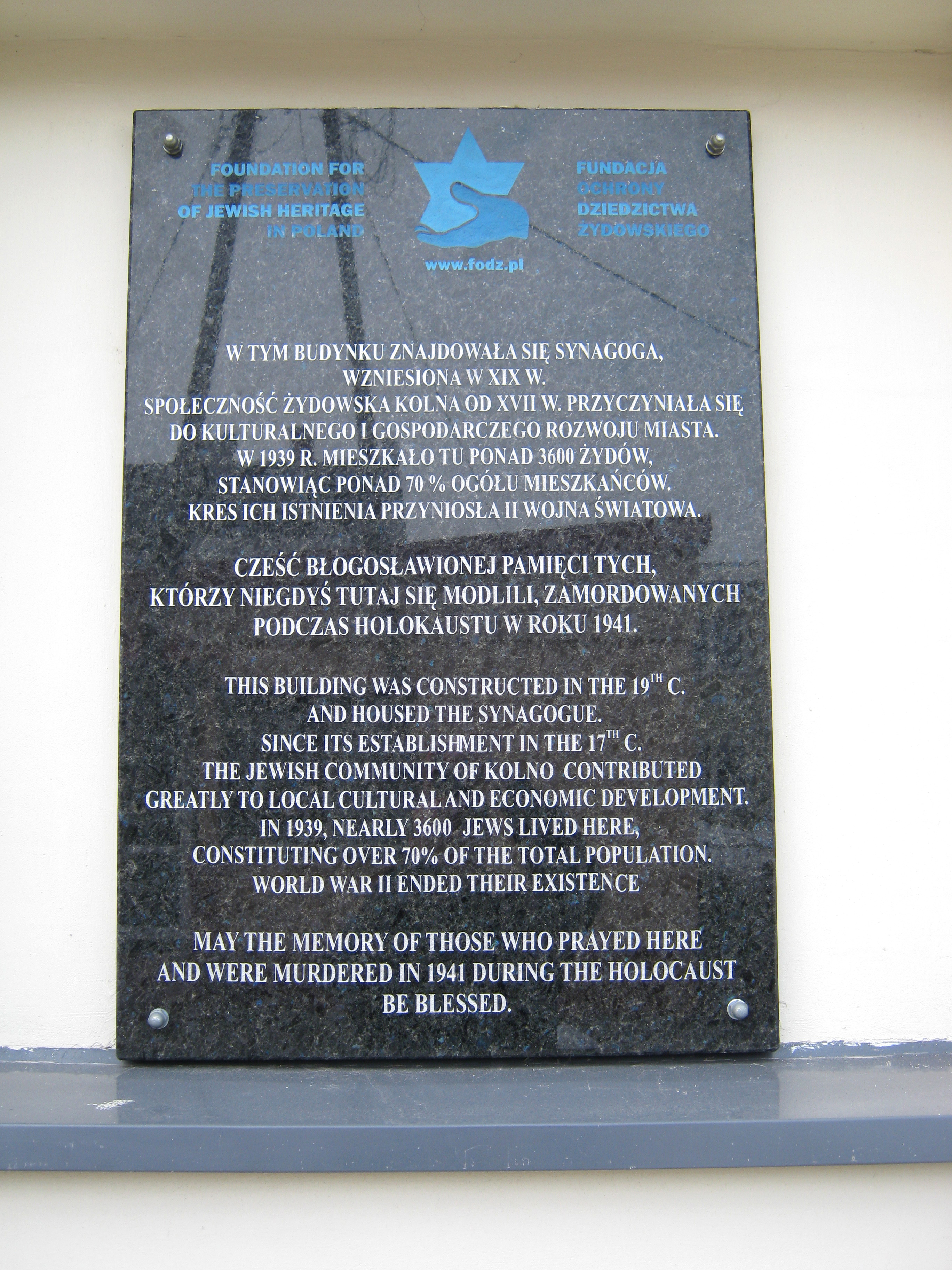
Gedenktafel zur Erinnerung an die Synagoge und die Opfer des Holocausts

Die Synagoge in Kolno, einer polnischen Stadt in der Powiat Kolneński der Woiwodschaft Podlachien, wurde Mitte des 19. Jahrhunderts errichtet. Die profanierte Synagoge in der Strażacka-Straße ist ein geschütztes Kulturdenkmal.
Die Synagoge wurde von den deutschen Besatzern im Zweiten Weltkrieg in Brand gesteckt. 
Das Synagogengebäude wurde nach 1945 wieder aufgebaut und zu unterschiedlichen Zwecken verwendet. Heute wird es als Hotel mit Restaurant genutzt.